# Alt blir bedre
Alt blir bedre er det andet studiealbum af den danske sanger og sangskriver Hjalmer, der udkom den 10. juni 2022 på Capitol Records. Albummet handler om "at finde sin vej fra mørket og tilbage i lyset".

## Spor
| #   | Titel                               | Sangskriver(e)                                                             | Producer(e)           | Længde |
| --- | ----------------------------------- | -------------------------------------------------------------------------- | --------------------- | ------ |
| 1.  | "Alt blir bedre"                    | Rasmus Søegren, Nicklas Sahl, Hjalmer Larsen                               | Søegren               | 2:40   |
| 2.  | "Kom sommer"                        | Thor Nørgaard, Mads Møller, Lasse Lyngbo, H. Larsen                        | Lyngbo, Pitchshifters | 3:31   |
| 3.  | "Frit fald"                         | Tim Christensen, Søegren, Marcus Winther-John, H. Larsen                   | Søegren               | 3:17   |
| 4.  | "Uanset"                            | Søegren, Pil Jeppesen, Nicklas Sahl, H. Larsen                             | Søegren               | 3:15   |
| 5.  | "Fuld af ingenting" (featuring Pil) | Søegren, Jeppesen, Sahl, H. Larsen                                         | Søegren               | 3:09   |
| 6.  | "Så længe det kommer fra dig"       | Søegren, Jeppesen, H. Larsen                                               | Søegren               | 2:49   |
| 7.  | "Kommer tilbage"                    | Søegren, Jeppesen, H. Larsen                                               | Søegren               | 2:51   |
| 8.  | "Paris"                             | Søegren, Sahl, H. Larsen                                                   | Søegren               | 3:30   |
| 9.  | "Overtænker"                        | Søegren, Jeppesen, H. Larsen                                               | Søegren               | 3:14   |
| 10. | "Mer af det hele"                   | Søegren, Sahl, H. Larsen                                                   | Søegren               | 3:07   |
| 11. | "Hey du"                            | Lauritz Emil Christiansen, Jeppe London Blisby, Celine Svanbäck, H. Larsen | Christiansen, Bilsby  | 3:01   |
| 12. | "Verden i farver"                   | Magnus Albert Vilhelm Wanscher, Clara Sofie Fabricius, H. Larsen           | Wanscher, Fabricius   | 2:36   |
| 13. | "Weekend baby"                      | Karl-Frederik Reichhardt, Jacob Askglæde, H. Larsen                        | Reichhardt, Askglæde  | 2:44   |